# Paton Peak
Paton Peak är en bergstopp i Antarktis. Den ligger i Östantarktis. Nya Zeeland gör anspråk på området. Toppen på Paton Peak är 740 meter över havet.
Terrängen runt Paton Peak är kuperad. Paton Peak är den högsta punkten i trakten. Trakten är obefolkad. Det finns inga samhällen i närheten.